# ジョクジャカルタ インターナショナル スクール
Yogyakarta International School　(YIS)　（ジョクジャカルタ　インターナショナル　スクール）は、インドネシア共和国、ジャワ島の古都ジョクジャカルタにある。この学校では幼稚園から小学校6年生までインターナショナルプライマリカリキュラムを採用しており、高校はケンブリッジ国際試験で認定されている。IGCSE学校は、海外の学校の東アジア地域協議会（EARCOS）と提携している。